# Koua
 Koua è una città e sottoprefettura della Costa d'Avorio appartenente al dipartimento di Facobly. Conta una popolazione di 8 515 abitanti (censimento 2014).